# سيريل ديفيز
سيريل ديفيز (بالإنجليزية: Cyril Davies)‏ (7 سبتمبر 1948 سوانزي المملكة المتحدة - ) هو لاعب كرة قدم بريطاني، يلعب كلاعب وسط، لعب 79 مباراة وسجل 5 أهداف.

## مسيرته

### مسيرته مع المنتخبات الوطنية
- 1971 - 1971 لعب مع منتخب ويلز لكرة القدم مباراة.

### مسيرته مع الأندية
- 1968 - 1969 لعب مع نادي كارلايل يونايتد مباراتين.
- 1970 - 1973 لعب مع تشارلتون أثلتيك 76 مباراة سجل خلالها 5 أهداف.